# Papestra frigida
Papestra frigida är en fjärilsart som beskrevs av Zetterstedt 1840. Papestra frigida ingår i släktet Papestra och familjen nattflyn. Inga underarter finns listade i Catalogue of Life.